# 移动存储
移动存储指便携式的数据存储装置，指带有存储介质且（一般）自身具有读写介质的功能，不需要或很少需要其他装置（例如计算机）等的协助。
现代的移动存储主要有移动硬盘、闪存盘和各种记忆卡。
不属于移动存储的存储设备有硬盘、软盘、光盘等介质，内置/外置磁盘驱动器等。

## 外部連結
- HDD Repair Tool